# Тондучхон
Тондучхо́н (кор. 동두천시?, 東豆川市?, Dongducheon-si) — город в провинции Кёнгидо, Южная Корея. Город расположен близ границ с КНДР, вследствие чего сильно милитаризирован. Является стратегическим пунктом в оборонительной цепи столицы Южной Кореи, Сеула. Здесь расположено несколько баз американской армии.

## История
История города уходит корнями в эпоху Трёх государств. Во времена Когурё территория, на которой сейчас находится Тондучхон, принадлежала району (хёну) Нэюльмэ, который, после присоединения к государству Силла был переименован в Сачхон. Позже, во время правления династии Корё, местность вошла в состав округа Янджу. Янджу в 1446 году получил административный статус мок. В 1963 Тондучхон стал отдельной административной единицей со статусом ып. Статус города был получен в 1981 году.

## География
Город расположен на севере Южной Кореи, в провинции Кёнгидо. На севере граничит с уездом Йончхон, на юге и западе — с городом Янджу, на востоке — с Пхаджу. Ландшафт преимущественно холмистый.

## Туризм и достопримечательности
Природные
- Гора Соёсан, на склонах которой расположено несколько памятников старины, в частности, буддийский храм Чаджэам. Сейчас здесь проложено несколько маршрутов для занятий горным туризмом. Высота горы — 587 метров.[2]
- Ряд менее популярных гор находятся в пределах территории Тондучхона: Чхильбонсан, Мачхасан и др. Многие из них имеют туристические маршруты. На горе Мачхасан находятся развалины средневекового замка.[3]
- Долина Сомок — расположена в районе Квандамдон. Здесь расположено живописное озеро, на берегах которого разбит парк скульптур.[4]

Исторические
- Буддистский храм Чаджеса, построенный в VII веке. При храме имеется библиотека, в которой хранятся древние буддийские документы, например, перевод китайского буддийского манускрипта эпохи династии Тан, выполненный местными монахами в XV веке. Манускрипт входит в список национального достояния Кореи под номером 1211 с 1994 года.[5]
- Каменное изваяние Будды в районе Тхаптон: представляет собой изваяние сидящего Будды, датируется концом династии Корё.[6]
- Мемориал Хон Докмуна, одного из борцов за независимость Кореи в эпоху японского протектората в начале XX века. Возведён в 1975 году.[7]

Культурные
- Тондучхонский рок-фестиваль, проходящий ежегодно в августе. Тондучхон считается одним из мест возникновения корейской рок-музыки, так как здесь возникла группы «ADD4», пионеры корейского рока. Ежегодно фестиваль посещают до 30 тыс. человек.[8]
- Осенний тондучхонский фестиваль — праздник, посвящённый приходу осени. Проходит ежегодно в течение недели в начале октября. В программе фестиваля проводятся выступления фольклорных коллективов, джазовый концерт, традиционные корейский театр, различные выставки и конкурсы, а также ярмарка народных ремёсел.[9]
- Музей свободы и миротворчества — экспозиция этого музея посвящена в основном событиям Корейской войны. Площадь экспозиции — около 3 тыс. м².[10]

## Символы
Как и другие города и уезды Южной Кореи, Тондучхон имеет ряд символов:
- Дерево: гингко — символизирует красоту и долголетие.
- Цветок: роза — символизирует смелость и способность противостоять вызовам судьбы.
- Птица: голубь — является символом мира.
- Маскоты: весёлые белки, олицетворяющие природу горы Сойосан.